# جمهورية ليتوانيا الاشتراكية السوفيتية
جمهورية ليتوانيا الاشتراكية السوفيتية (اختصارها الإنجليزية: Lithuanian SSR، وبالليتوانية: Lietuvos Tarybų Socialistinė Respublika، وبالروسية: Литовская Советская Социалистическая Республика، وتُدعى أيضًا: ليتوانيا السوڤييتية أو مجرد ليتوانيا) كانت إحدى الجمهوريات التأسيسية للاتحاد السوڤييتي بين عامي 1940–1941 وعامي 1944–1990. بعد عام 1946 كانت حدودها وأراضيها تطابق حدود الجمهورية الليتوانية الحالية وأراضيها، ما عدا تعديلات طفيفة في حدودها مع بيلاروسيا.
في الحرب العالمية الثانية يوم 16 يونيو من عام 1940 احتل الجيش السوڤييتي جمهورية ليتوانيا التي كانت قبل ذلك مستقلة، بموجب شروط اتفاقية مولوتوف-ريبنتروب التي أُبرمت يوم 23 أغسطس عام 1939، واتخذها الاتحاد السوڤييتي دولة دُمية في 21 يوليو. بين عامي 1941 و1944 تسبب الغزو الألماني للاتحاد السوڤييتي في انحلال الجمهورية فعليًّا. لكن بعد انسحاب ألمانيا في عامي 1944–1945، استرد السوڤييتيون هيمنتهم على البلد، وبقي الوضع هكذا خمسة وأربعين عامًا. نتيجة هذا استمرت دول غربية عديدة في الاعتراف بليتوانيا دولة شرعية مستقلة لها سيادتها وتخضع للقانون الدولي، وتمثلها المفوضيات التي عينتها دول البلطيق قبل عام 1940، ولعبت دورها في مناطق عديدة من خلال الخدمة الدبلوماسية الليتوانية.
في يوم 18 مايو عام 1989 أعلنت جمهورية أوكرانيا الاشتراكية السوفيتية نفسها دولة مستقلة، على أنها ظلت جزءًا من الاتحاد السوڤييتي. في 11 مارس من عام 1990 أُعيد تأسيس جمهورية ليتوانيا بصفتها دولة مستقلة. كانت الدولة غير قانونية من وجهة نظر السلطات السوڤييتية، ولم تعترف بها القوى الغربية إلا قبل تفكك الاتحاد السوڤييتي مباشرة. وأما الاتحاد السوڤييتي نفسه فاعترف باستقلال دولة ليتوانيا في يوم 6 سبتمبر عام 1991.

## تاريخها

### خلفية
في يوم 23 أغسطس من عام 1939 أبرمت ألمانيا النازية مع الاتحاد السوڤييتي اتفاقية مولوتوف-ريبنتروب، التي تضمنت اتفاقًا على تقسيم أوروبا إلى منطقتَي نفوذ، على أن تكون ليتوانيا في منطقة النفوذ الألمانية. وفي يوم 28 سبتمبر من عام 1939 أبرم الاتحاد السوڤييتي مع ألمانيا معاهدة الحدود الألمانية السوفيتية وبروتوكولها السري، الذي صارت ليتوانيا بموجبه في منطقة النفوذ التابعة للاتحاد السوڤييتي، في مقابل حصول ألمانيا على حصة أكبر من الأراضي البولندية التي كانت محتلة بالفعل حينئذ. في اليوم اللاحق عرض الاتحاد السوڤييتي على ليتوانيا الاتفاق على تأسيس قواعد عسكرية سوڤييتية على أراضيها. في أثناء المفاوضات أُخبر الوفد الليتواني بانقسام نطاقَي النفوذ. هدد الاتحاد السوڤييتي ليتوانيا بأنها إن لم توافق على تأسس القواعد فستضم فيلنيوس إلى بيلاروسيا. في ظل تلك الظروف وُقع اتفاق ليتوانيا والاتحاد السوڤييتي على المساعدة المتبادلة بينهما في موسكو يوم 10 أكتوبر من عام 1939، بما يتيح للجيش السوڤييتي المكوث في ليتوانيا. انتشر ما مجموعه 18,786 جنديًّا من قوات الجيش الأحمر في مواقع إستراتيجية مهمة من البلاد: أليتس بريناي جايزيوناى وفيلنيوس الجديدة. بهذه التحركات انتهى الحياد الليتواني رسميًّا، وصارت ليتوانيا تحت الهيمنة السوڤييتية مباشرة.